# ВТТ «Промжитлобуд» Дальбуду
ВТТ «Промжитлобуд» Дальбуду (рос. ИТЛ «ПРОМЖИЛСТРОЙ» ДАЛЬСТРОЯ, ИТЛ Промжилстроительства, ЛО Промжилстроя, Строительное ЛО УСВИТЛа, Стройлаготделение) — виправно-трудовий табір, який існував в структурі Дальбуду в Магадані.
Організований між 01.09.51 і 20.05.52;

закритий після 01.01.54.

Реорганізований: не раніше 20.05.52 — з ЛО (табірне відділення) у ВТТ;

не пізніше 01.08.53 — з ВТТ в ЛО.
У оперативному командуванні підпорядковувався спочатку Головному управлінню виправно-трудових таборів Дальстрой, а пізніше Управлінню північно-східних виправно-трудових таборів Міністерства Юстиції СРСР (УСВИТЛ МЮ) (пізніше УСВИТЛ переданий в систему Міністерства Внутрішніх Справ).

## Виконувані роботи
- промислове і житлове будівництво,
- будівництво доріг,
- робота на лісозаводі, цегельному заводі, кам'яному кар'єрі.

## Чисельність з/к
- 20.05.52 — 3164,
- 01.08.53 — 2000